# Veracruz
 Ovo je glavno značenje pojma Veracruz. Za druga značenja pogledajte Veracruz (razdvojba).
Veracruz je jedna je od 31 savezne države Meksika, smještena u sjeveroistočnom dijelu zemlje na obali Meksičkog zaljeva. Država se prostire na 71.699 km², u njoj živi 7.270.413 stanovnika (2009), glavni grad je Xalapa (Jalapa).
Veracruz je okružena saveznim državama Tamaulipas na sjeveru, Tabasco jugoistočno, Oaxaca i Chiapas na jugu, Puebla, Hidalgo i San Luis Potosí ma zapadu.
U travnju 1518. na otok (San Juan de Ulúa) u blizini obale iskrcao se Juan de Grijalva, a 22. travnja 1519. Hernan Cortes iskrcao se na plažu Chalchihuecan gdje je osnovao selo ujedno i prvo kolonijalno naselje u Meksiku, koje mu je kasnije poslužilo kao polazište na osvajačke pohode prema unutrašnjosti. Bilo je to na Veliki petak, znan i kao dan La Vera Cruz (prijevod: dan "pravog križa", što se odnosi na obred Klanjanja Kristovu križu) te od tuda naziv La Villa Rica de la Vera Cruz, od čega je kasnije proizašao naziv pokrajine, općine, i grada.

## Općine
- Acajete
- Acatlán
- Acayucan
- Actopan
- Acula
- Acultzingo
- Agua Dulce
- Alpatláhuac
- Alto Lucero de Gutiérrez Barrios
- Altotonga
- Alvarado
- Amatitlán
- Amatlán de los Reyes
- Angel R. Cabada
- Apazapan
- Aquila (Veracruz, Meksiko)
- Astacinga
- Atlahuilco
- Atoyac
- Atzacan
- Atzalan
- Ayahualulco
- Banderilla
- Benito Juárez
- Boca del Río
- Calcahualco
- Camarón de Tejeda
- Camerino Z. Mendoza
- Carlos A. Carrillo
- Carrillo Puerto
- Castillo de Teayo
- Catemaco
- Cazones
- Cerro Azul
- Chacaltianguis
- Chalma
- Chiconamel
- Chiconquiaco
- Chicontepec
- Chinameca
- Chinampa de Gorostiza
- Chocamán
- Chontla
- Chumatlán
- Citlaltépetl
- Coacoatzintla
- Coahuitlán
- Coatepec
- Coatzacoalcos
- Coatzintla
- Coetzala
- Colipa
- Comapa
- Córdoba (Veracruz, Meksiko)
- Cosamaloapan de Carpio
- Cosautlán de Carvajal
- Coscomatepec
- Cosoleacaque
- Cotaxtla
- Coxquihui
- Coyutla
- Cuichapa
- Cuitláhuac
- El Higo
- Emiliano Zapata
- Espinal
- Filomeno Mata
- Fortín
- Gutiérrez Zamora
- Hidalgotitlán
- Huatusco
- Huayacocotla
- Hueyapan de Ocampo
- Huiloapan
- Ignacio de la Llave
- Ilamatlán
- Isla
- Ixcatepec
- Ixhuacán de los Reyes
- Ixhuatlán de Madero
- Ixhuatlán del Café
- Ixhuatlán del Sureste
- Ixhuatlancillo
- Ixmatlahuacan
- Ixtaczoquitlán
- Jalacingo
- Jalcomulco
- Jáltipan
- Jamapa
- Jesús Carranza
- Jilotepec
- José Azueta
- Juan Rodríguez Clara
- Juchique de Ferrer
- La Antigua
- La Perla
- Landero y Coss
- Las Choapas
- Las Minas
- Las Vigas de Ramírez
- Lerdo de Tejada
- Los Reyes
- Magdalena
- Maltrata
- Manlio Fabio Altamirano
- Mariano Escobedo
- Martínez de la Torre
- Mecatlán
- Mecayapan
- Medellín (Veracruz, Meksiko)
- Miahuatlán
- Minatitlán
- Misantla
- Mixtla de Altamirano
- Moloacán
- Nanchital de Lázaro Cárdenas del R
- Naolinco
- Naranjal
- Naranjos Amatlán
- Nautla
- Nogales
- Oluta
- Omealca
- Orizaba (Veracruz, Meksiko)
- Otatitlán
- Oteapan
- Ozuluama de Mascareñas
- Pajapan
- Pánuco
- Papantla
- Paso de Ovejas
- Paso del Macho
- Perote
- Platón Sánchez
- Playa Vicente
- Poza Rica de Hidalgo
- Pueblo Viejo
- Puente Nacional
- Rafael Delgado
- Rafael Lucio
- Río Blanco
- Saltabarranca
- San Andrés Tenejapan
- San Andrés Tuxtla
- San Juan Evangelista
- San Rafael
- Santiago Sochiapan
- Santiago Tuxtla
- Sayula de Alemán
- Sochiapa
- Soconusco
- Soledad Atzompa
- Soledad de Doblado
- Soteapan
- Tamalín
- Tamiahua
- Tampico Alto
- Tancoco
- Tantima
- Tantoyuca
- Tatahuicapan de Juárez
- Tatatila
- Tecolutla
- Tehuipango
- Temapache
- Tempoal
- Tenampa
- Tenochtitlán (Veracruz, Meksiko)
- Teocelo
- Tepatlaxco
- Tepetlán
- Tepetzintla
- Tequila (Veracruz)
- Texcatepec
- Texhuacán
- Texistepec
- Tezonapa
- Tierra Blanca
- Tihuatlán
- Tlachichilco
- Tlacojalpan
- Tlacolulan
- Tlacotalpan
- Tlacotepec de Mejía
- Tlalixcoyan
- Tlalnelhuayocan
- Tlaltetela
- Tlapacoyan
- Tlaquilpa
- Tlilapan
- Tomatlán
- Tonayán
- Totutla
- Tres Valles
- Túxpam
- Tuxtilla
- Ursulo Galván
- Uxpanapa
- Vega de Alatorre
- Veracruz
- Villa Aldama
- Xalapa
- Xico
- Xoxocotla
- Yanga
- Yecuatla
- Zacualpan
- Zaragoza (Veracruz, Meksiko)
- Zentla
- Zongolica
- Zontecomatlán de López y Fuentes
- Zozocolco de Hidalgo